# Mikko Franck

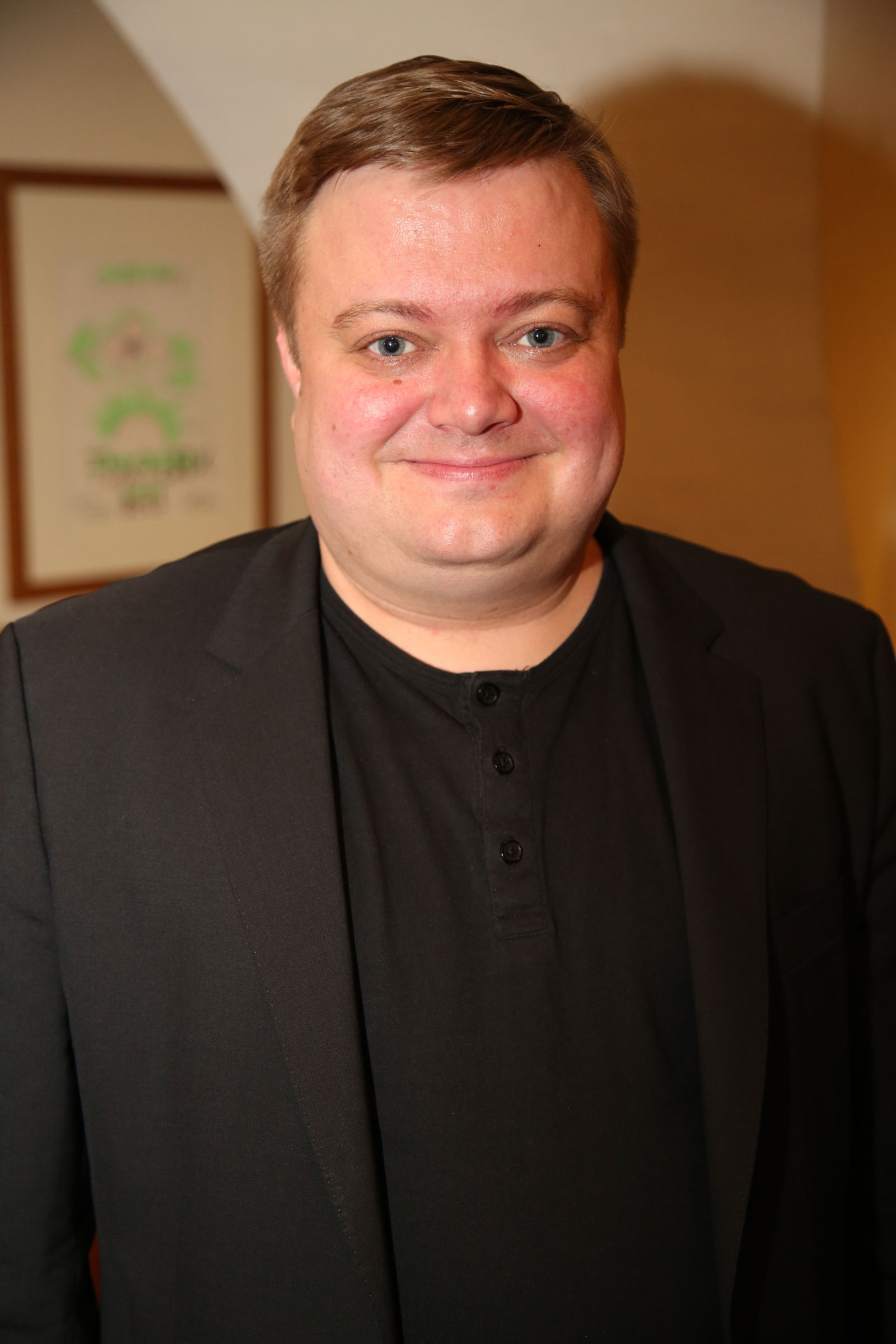
Mikko Franck (2015)

Mikko Franck (* 1. April 1979 in Helsinki) ist ein finnischer Dirigent.

## Leben
Franck begann als Fünfjähriger, Geigenunterricht zu nehmen, und studierte an der Sibelius-Akademie sowie in den Vereinigten Staaten, Schweden und Israel Dirigieren. Er begann im August 2006 als Chefdirigent der Finnischen Nationaloper und trat den Posten am 14. Februar 2007 an. Im Dezember 2011 hatte er an der Metropolitan Opera seinen Erstauftritt. Er übernahm die musikalische Leitung der Uraufführung von Iain Bells A Harlot’s Progress (Libretto: Peter Ackroyd nach dem Zyklus A Harlot’s Progress von William Hogarth), die am 13. Oktober 2013 mit der Sopranistin Diana Damrau in der Titelpartie und in der Inszenierung von Jens-Daniel Herzog im Theater an der Wien uraufgeführt wurde. Er debütierte 2014 an der Wiener Staatsoper und dirigierte La Bohème, Lohengrin, Josephs Legende, Verklungene Feste, Tosca, Salome und Elektra. Seit September 2015 ist er Musikdirektor des Orchestre Philharmonique de Radio France.

## Diskografie
- Jean Sibelius – Lemminkäinen-Suite, En Saga, Sveriges Radios Symfoniorkester (Ondine 953, 2000)
- 6. Sinfonie (Tschaikowski) (Ondine 1002)
- Einojuhani Rautavaara – Apotheosis, Sveriges Radios Symfoniorkester (Ondine 1002)
- Einojuhani Rautavaara – The House of the Sun, Oper in zwei Akten, Oulu Sinfonia (Ondine 1032, 2004)
- Einojuhani Rautavaara – Oper Rasputin – Chor und Orchester der Finnischen Nationaloper (Ondine ODV 4002, DVD, 2005), siehe auch Grigori Jefimowitsch Rasputin
- Einojuhani Rautavaara – 1. Sinfonie, Adagio Celeste und The Book of Visions – Nationaal Orkest van België (Ondine 10645, 2006)
- Rudi Stephan – Die ersten Menschen (Oper) – Orchestre National de France (Naive, 2007)
- Olli Kortekangas – Oper Messenius and Lucia, Oulu Sinfonia (Ondine 1073, 2010)
- Aulis Sallinen – Oper The Red Line, Oulu Sinfonia (Ondine 4008, DVD, 2010)
- Einojuhani Rautavaara – Oper Aleksis Kivi, Chor und Orchester der Finnischen Nationaloper (Ondine 4009, DVD, 2011)
- Erich Wolfgang Korngold – Die tote Stadt, Chor und Orchester der Finnischen Nationaloper (Opus Arte, DVD, 2013)
- 1. Violinkonzert (Bartók) – mit Vilde Frang und dem Orchestre Philharmonique de Radio France (Warner, 2018)
- Sinfonie (Franck) – Ce qu'on entend sur la montagne (alpha 561, 2020)